# Вольная Горка
Вольная Горка — деревня в Батецком Муниципальном районе Новгородской области, с весны 2010 года относится к Мойкинскому сельскому поселению.
Деревня расположена в 36 км к северо-западу от Великого Новгорода, у истоков реки Луга, находится на высоте 49 м над уровнем моря. Площадь территории деревни — 81,9 га.

## История
Впервые упоминается в Писцовых книгах Водской пятины Новгородской земли под 1498 годом. До апреля 2010 года Вольная Горка была административным центром Вольногорского сельского поселения.

## Экономика
- ООО "Агрофирма "Зеленые Луга"
- Участок лесхоза

## Образование
В Вольной Горке есть школа и детский сад.
«Муниципальное общеобразовательное учреждение основная общеобразовательная школа д. Вольная Горка» создана в сентябре 1997 года, в 2007—2008 учебном году в ней обучалось 26 человек.

## Социально-значимые объекты
В деревне есть амбулатория, библиотека и дом культуры.

## Праздники
День деревни 31 августа — «день Флора и Лавра».